# Simulium tahitiense
Simulium tahitiense är en tvåvingeart som beskrevs av Edwards 1927. Simulium tahitiense ingår i släktet Simulium och familjen knott. Inga underarter finns listade i Catalogue of Life.